# Roveňsko
Roveňsko (německy:Trauerdorf) je malá vesnice, část města Holice v okrese Pardubice. Nachází se asi 2 km na jihozápad od Holic. V roce 2009 zde bylo evidováno 36 adres. V roce 2001 zde trvale žilo 76 obyvatel.
Roveňsko leží v katastrálním území Holice v Čechách o výměře 19,65 km2.